# Teresa Borowiak
Teresa Teodora Borowiak (ur. 20 lutego 1939, zm. 21 lipca 2022) – polska chemiczka, dr hab.

## Życiorys
Obroniła pracę doktorską, następnie uzyskała stopień doktora habilitowanego. Została zatrudniona na stanowisku profesora nadzwyczajnego w Zakładzie Krystalografii na Wydziale Chemii Uniwersytetu im. Adama Mickiewicza.
Pochowana na Cmentarzu Miłostowo w Poznaniu.